# بي. ميتشل ريد
بي. ميتشل ريد (بالإنجليزية: B. Mitchel Reed)‏ هو دي جيه أمريكي، ولد في 10 يونيو 1926، وتوفي في 16 مارس 1983.

## وصلات خارجية
- بي. ميتشل ريد على موقع الموسوعة البريطانية (الإنجليزية)
- بي. ميتشل ريد على موقع ميوزك برينز (الإنجليزية)
- بي. ميتشل ريد على موقع ميوزك برينز (الإنجليزية)